# Ecuatitla, San Luis Potosí
Ecuatitla är en ort i Mexiko.   Den ligger i kommunen Tamazunchale och delstaten San Luis Potosí, i den sydöstra delen av landet, 200 km norr om huvudstaden Mexico City. Ecuatitla ligger 270 meter över havet och antalet invånare är 175.
Terrängen runt Ecuatitla är varierad, och sluttar österut. Runt Ecuatitla är det ganska tätbefolkat, med 56 invånare per kvadratkilometer. Närmaste större samhälle är Tamazunchale, 3,3 km norr om Ecuatitla. I omgivningarna runt Ecuatitla växer huvudsakligen savannskog.